# Magyar István (katonatiszt)
Magyar István (Kaposvár, 1949. április 14. –) magyar katona, katonadiplomata és nyugállományú dandártábornok.

## Élete
1967-ben szerzett vegyésztechnikusi képesítést a nagykanizsai Winkler Lajos vegyipari technikumban. 1967–1971 között, a budapesti Zalka Máté Katonai Műszaki Főiskola vegyivédelmi szakán tanult. Hivatásos katonaként aktív szolgálatát 1971-ben, Kiskőrösön kezdte az akkori Magyar Néphadsereg 93. önálló vegyivédelmi ezredénél, mint szakaszparancsnok. 1973–1977 között Kalocsán, a 15. légvédelmi tüzérezred vegyivédelmi főnökeként szolgált. 1977 és 1980 között elvégezte a Zrínyi Miklós Katonai Akadémia vegyivédelmi szakát. 1980 szeptemberétől 2006-ban történt nyugállományba vonulásáig az MNVK 2. Csoportfőnökségen és utódszervezeteinél, a Magyar Honvédség Katonai Felderítő Hivatalnál, illetve az MK Katonai Felderítő Hivatalánál teljesített szolgálatot. 1983 és 1987 között a Magyar Népköztársaság londoni nagykövetségén a katonai attaséhivatal titkári beosztást látta el.
1990-ben elvégezte a Zrínyi Miklós Katonai Akadémia hadműveleti tanfolyamát, majd 1997-ben a Genfi Biztonságpolitikai Központ által szervezett Európai Biztonságpolitikai Tanfolyamot. 1996-ban az MK Katonai Felderítő Hivatal elemző és értékelő igazgatójává nevezték ki. 2000 és 2003 között a Magyar Köztársaság koppenhágai véderő-, katonai és légügyi attaséja. 2004-től, a hivatásos katonai szolgálat felső korhatárával történt nyugállományba helyezéséig ismét a KFH elemző és értékelő igazgatói beosztásában dolgozott. Nyugállományba vonulása alkalmából Sólyom László köztársasági elnök dandártábornokká nevezte ki.
1995-ben elnyerte a Magyar Köztársasági Érdemrend kiskeresztjét.

## Tudományos munkásság
1991. szeptember 27-én a Zrínyi Miklós Katonai Akadémián egyetemi doktori (dr. univ.) fokozatot szerzett. 2008 és 2021 között a Katonai Nemzetbiztonsági Szolgálat szakmai folyóirata, a Felderítő Szemle szerkesztőbizottságának tagja.

## Publikációk
- A brit hadsereg tisztje, Zrínyi Katonai Könyv- és Lapkiadó, Budapest, 1990
- Koszovó, Egy válság anatómiája (társszerzőként), Osiris Kiadó, Budapest, 2000

## Társadalmi funkciója
2012-től 2021-ig a Felderítők Társasága Egyesület Tudományos Szekciójának vezetője. 2021-től  az Egyesület elnökségi tagja.